# Талды (Шетский район)
Талды (каз. Талды) — село в Шетском районе Карагандинской области Казахстана. Административный центр Талдинского сельского округа. Код КАТО — 356459100.
Через село протекает река Талды.

## 50-летие
11 августа 2018 отметили 50-летие села. В местном парке отдыха состоялось торжественное открытие мемориальной доски в честь бывшего главы села Дулата Смаилова. 

## Хозяйство
В селе Талды до обретения независимости дислоцировалось Шетское Специализированное Хозяйственное Объединение (РСХО), направление деятельности - скотоводчество и земледелие. Был построен животноводческий комплекс на 3 000 голов КРС с автоматизированной системой управления, со своей ветстанцией, котельной, кормовым цехом и др.. Обрабатывалась земля на десятках тысяч гектаров, выращивалась пшеница, подсолнух, кукуруза, различные кормовые травы. Развивалась мелиорация - расширялась площадь орошаемых площадей за счет созданного водохранилища. 

## Инфраструктура села
Дом Культуры, типовая 3-х этажная школа, двухэтажный детский сад с теплым полом!, торговый центр, кафе "Наршоккен", гостиница с сауной,  спортивный комплекс, больница с родильным отделением и аптекой, асфальтированные улицы, 100% освещение улиц и т.д.. 
По состоянию на 2017 год: животноводческий комплекс - разрушен, водохранилище - разрушено, детский сад с теплым полом - частный дом, торговый центр - разрушен, кафе "Наршоккен" - разрушен, гостиница с сауной - медпункт,  спортивный комплекс - разрушен, больница с родильным отделением и аптекой - разрушены, асфальтированные улицы - разрушены, освещение улиц - отсутствует.

## Население
В 1999 году население села составляло 1095 человек (559 мужчин и 536 женщин). По данным переписи 2009 года, в селе проживали 864 человека (443 мужчины и 421 женщина).

## Археология
В 2016 году в 8 км от села нашли пирамиду эпохи поздней бронзы «Могильник Каражартас».
2018 года археологи нашли захоронение двух пар людей и двух пар лошадей бронзовой эпохи.

## Галерея
| - Могильник Каражартас с далека. Бронзового века в Шетском районе 15 век д.н.э - Могильник Каражартас. Бронзового века в Шетском районе 15 век д.н.э |